# Francina
Francina és un prenom femení català, variant de Francesca amb el canvi de sufix.

## Difusió
En català ja trobem documentació d'aquest prenom a l'edat mitjana. Segons l'IDESCAT, era el nom de 503 dones residents a Catalunya l'1 de gener de 2007, essent l'Anoia la comarca que tenia una major freqüència d'ús amb un 0,69 per mil. Amb el prenom Aina, a Mallorca, va donar lloc al prenom compost Francina Aina, que arran de la beatificació de la santa mallorquina Francinaina Cirer va originar el prenom aglutinat Francinaina.
D'altra banda, Francine, la versió francesa del prenom, fou un nom de persona molt popular a França durant la dècada de 1940 i als Estats Units en les dècades de 1940 i 1950.
Versions en altres llengües:
- Anglès: Francine
- Castellà: Francina
- Francès: Francine
- Holandès: Francien
- Polonès: Fransin
- Occità: Francina[4]
- Zulu: Rancina

## Onomàstica
- Santa Francesca Xaviera Cabrini, verge, 22 de desembre[5]
- Santa Francesca Romana 9 de març[5]

## Biografies
- Francina Armengol Socías, política mallorquina
- Francina Boris i Codina, locutora de ràdio catalana
- Francina Díaz Mestre, model publicitària
- Francina Aina Catany, glosadora mallorquina